# Surprise (Magazin)
Surprise ist ein Strassenmagazin, das vom Verein Surprise herausgegeben wird, mit Geschäftssitz in Basel (Schweiz) und zwei Regionalstellen in Bern und Zürich. Die Reichweite des Magazins beträgt mindestens 142'000 Menschen.
Surprise ist eines von über 100 Mitgliedern aus 34 Ländern im Internationalen Netzwerk der Strassenzeitungen (INSP). Als unabhängiges Unternehmen mit sozialem Zweck arbeitet Surprise nicht gewinnorientiert und finanziert sich ohne staatliche Gelder. 65 Prozent der Einnahmen stammen aus dem Erlös des Strassenmagazins, den Sozialen Stadtrundgängen und den Inseraten, 35 Prozent werden durch Spenden, Sponsoren- und Stiftungsgelder eingenommen.

## Geschichte
Bereits im Jahr 1993 gründeten in Basel Cathérine Merz, Hanspeter Gysin und Hans-Georg Heimann mit finanzieller Unterstützung des Arbeitsamtes die Strassenzeitung Stempelkissen sowie ein Arbeitslosenkomitee.
Das «Stempelkissen» fusionierte 1995 mit der Zeitung Kalter Kaffee, ganz heiss, herausgegeben durch das Zürcher Arbeitslosenkomitee, und wurde seither unter dem Namen «Surprise Arbeitslosenzeitung» publiziert.
Das Stempelkissen in Basel war für einen Franken verkauft worden, das Magazin Surprise war als Jahrgang Nummer drei (des Stempelkissens) und für drei Franken verkauft worden mit dem Hinweis auf dem Titelblatt «inkl. Stempelkissen». Dieser Hinweis wurde schon vor Jahresende 1995 nicht mehr angebracht.
1997 wurde das Projekt mit der Gründung der GmbH Surprise Strassenmagazin in einen Lohnbetrieb mit professioneller Redaktion umgewandelt. Das Magazin erschien zweimonatlich, die Nummer zwei des Jahrgangs kostete seinerzeit fünf Franken und die Auflage betrug 5'000 Exemplare.
Im Jahr 2006 musste eine Baisse überwunden werden, was dank eine Spendenaktion gelang.
Bis 2009 hatte der Preis von fünf Franken bestand, wobei die Auflage zwischenzeitlich auf 28'000 Exemplare gesteigert worden war und das Magazin alle zwei Wochen von rund 300 Verkäufern unter die Leute gebracht wurde. In diesem Jahr 2009 stammten laut Geschäftsführer weniger als 10 Prozent der Einnahmen aus Werbung. Firmensponsoren unterstützen das Magazin und dessen Nebenaktivitäten mit Sozialhilfe, dem Surprise-Chor, sowie der Homeless-Fussballmannschaft. Damals stieg der Preis auf sechs Franken, dies blieb so bis im Jahr 2023, als er auf acht Franken erhöht wurde. Von der Preiserhöhung von zwei Franken profitierten die Verkäufer mit einem zusätzlichen Franken pro verkauftem Heft. Laut Tages-Anzeiger seien "fast 500 Verkäuferinnen und Verkäufer" in der Deutschschweiz aktiv.

## Verein Strassenmagazin Surprise
Surprise unterstützt seit 1998 sozial benachteiligte Menschen in der Schweiz. Mit Erwerbsmöglichkeiten, Angeboten zur Teilhabe am gesellschaftlichen Leben und niederschwelliger Begleitung eröffnet Surprise ihnen Perspektiven und konkrete Handlungsfelder. Diese Hilfe zur Selbsthilfe aktiviert die Fähigkeiten der Menschen und ist dadurch nachhaltig. Surprise sensibilisiert die Öffentlichkeit für soziale Gerechtigkeit, wirbt für gesellschaftliche Vielfältigkeit und stellt fachliche Expertise zur Verfügung.
Diese Ziele verbinden die Angebote von Surprise miteinander: das Strassenmagazin, die sozialen Stadtrundgänge, den Strassenfussball, den Strassenchor, das gastronomische Solidaritätsnetzwerk Café Surprise, die Job- und Förderprogramme SurPlus und Chancenarbeitsplatz sowie die niederschwellige Sozialberatung und -begleitung an drei Standorten in Basel, Bern und Zürich.

### Die Gründung des Vereins
Parallel zur GmbH wurde 1998 der gemeinnützige Verein Strassenmagazin Surprise ins Leben gerufen. 2012 wurde die GmbH liquidiert und der Verein in Verein Surprise umbenannt.
Zusätzlich zur Geschäftsstelle in Basel eröffnete Surprise bereits 1998 eine Vertriebsstelle in Zürich sowie im Jahr 2002 eine Vertriebsstelle in Bern (heute «Regionalstellen»). Seit 2003 erscheint das Surprise Strassenmagazin alle 14 Tage. Die weiteren Angebote von Surprise wurden seit 2003 nach und nach aufgebaut:
- 2003: Start des Surprise Strassenfussballs und erste Teilnahme an der Strassenfussball Weltmeisterschaft, Surprise wird Partner des Homeless World Cup
- 2009: Gründung des Surprise Strassenchors
- 2013: Erscheinen des 300. Strassenmagazins; Start der Sozialen Stadtrundgänge in Basel
- 2014: Start der Sozialen Stadtrundgänge in Zürich; Aufbau des Angebots Café Surprise
- 2017: Erscheinen des 400. Strassenmagazins
- 2018: Start der Sozialen Stadtrundgänge in Bern; Start der Frauenarmutstouren in Basel und Bern

## Berichterstattung
Über den im Sommer 2023 verstorbenen Surprise-Verkäufer Ruedi Kälin gab es mehrere Medienberichte, Kälin galt in Zürich als Stadt-Original.